# Bandera de Cuéllar
La bandera de Cuéllar es uno de los símbolos más importantes de Cuéllar, una villa de la provincia de Segovia, comunidad autónoma de Castilla y León, en España.

## Historia
El pendón o bandera municipal de Cuéllar se lleva utilizando con toda probabilidad desde principios del siglo XIX, a raíz de la abolición de los señoríos jurisdiccionales, por la que se sustituiría el pendón señorial del Ducado de Alburquerque por las armas del concejo.

## Descripción
La bandera de Cuéllar fue oficializada el 26 de septiembre de 2008, y su descripción heráldica es:

««Bandera de color púrpura, de dimensiones 2:3. Sobre el centro del paño, el escudo municipal, timbrado de corona real abierta o de Castilla, en sus colores y metales.»
Boletín Oficial de Castilla y León nº 241/2008